# 주세페 시뇨리
주세페 베페 시뇨리 (이탈리아어: Giuseppe Beppe Signori 1968년 2월 17일~ )는 이탈리아의 전 축구 선수로, 포지션은 공격수였다. 세리에 A 득점왕을 3번이나 수상했고, 리그 역대 득점 10위에 올라있다.

## 선수 경력
UC 알비노레페, 피아첸차 칼초, S.S.D.트렌토 칼치오 1992, 포자 칼초, SS 라치오, UC 삼프도리아, 볼로냐, 이라클리스 테살로니키 FC, FC 쇼프론 등의 팀에서 활약을 했으며 2006년 현역에서 은퇴했다.
1994년 FIFA 월드컵에 이탈리아 대표로 참가하였다. 대표팀에서는 28경기 출전 7골을 기록했다.

## 수상

### 선수
- 세리에 D : 1984-85
- 세리에 C1 : 1986-87
- 세리에 B : 1990-91
- UEFA 인터토토컵 : 1998
- FIFA 월드컵 준우승 : 1994

### 개인
- 세리에 득점왕 : 1992–93, 1993–94, 1995–96
- 코파 이탈리아 득점왕 : 1992–93, 1997–98
- 세리에 올해의 선수 : 1993
- 가에타노 시레아 경력 모범상 : 2004